# Džejms Haris Sajmons
Džejms Haris „Džim” Sajmons (/ˈsaɪmənz/; 25. april 1938 — 10. maj 2024) bio je američki matematičar, milijarder, hedže fond manager, i filantrop. On je poznat kao kvantitativni investitor i 1982. godine je osnovao preduzeće Renesansne tehnologije, privatni hedž fond sa sedištem u Setoket-Ist Setoketom (Njujork). Zbog uspeha preduzeća Renesansa generalno, a posebno njegovog Medaljonskog fonda, Sajmons je opisan kao najveći investitor na Vol stritu. Kako prenosi Forbes, procenjuje se da je njegova neto vrednost prema podacima iz oktobra 2019. bila 21,6 milijardi dolara, što Sajmonsa čini 21. najbogatijim čovekom u Sjedinjenim Državama.
Sajmons je poznat po svojim studijama prepoznavanja obrazaca. On je takođe razvio (uz Šiing-Šen Černa) Čern-Sajmonsovu formu i doprineo razvoju teorije struna pružajući teorijski okvir za kombinovanje geometrije i topologije sa teorijom kvantnog polja. Od 1968. do 1978. godine Sajmons je bio profesor matematike i šef odeljenja za matematiku na Univerzitetu Stoni Bruk.
Godine 1994, Sajmons je sa suprugom osnovao Sajmons fondaciju kako bi podržao istraživanja u matematici i fundamentalnim naukama. On je jedan od najvećih donatora Istraživačkog instituta za matematičke nauke pri Kalifornijskom univerzitetu u Berkliju,  gde on takođe deluje kao član Upravnog odbora, a 2012. je osnovao Sajmonsov institut za teoriju računanja u Berkliju. Godine 2016, asteroid 6618 Jimsajmons, koji je otkrio Klajd Tombo 1936. godine, Međunarodna astronomska unija preimenoval je u čast Sajmonsa zbog njegovih doprinosa u matematici i filantropiji.

## Detinjstvo, mladost i obrazovanje
Džejms Haris Sajmons je rođen 28. aprila 1938 u američkoj jevrejskoj porodici, kao jedino dete Marsije (devojački Kantor) i Metjua Sajmons. On je odrasta u Bruklajnu u Masačusetsu. Njegov je otac bio vlasnik fabrike obuće. Njegova majka je dalekom srodstvu sa Georgom Kantorom. Kad je Džejms Sajmons bio tinejdžer, oni je bio zaposlen u podrumskom skladištu prodavnice baštenske opreme. Njegova neefikasnost na poslu rezultirala je democijom do dužnosti čistača.
On je diplomirao matematiku na Masačusetskom institutu tehnologije 1958. godine, a doktorat, takođe iz oblasti matematike, stekao je na Univerzitetu Kalifornije, Berkeli, pod nadzorom Bertrama Kostanta 1961, kad je imao 23 godine.

## Akademska i naučna karijera
Sajmonsov se matematički rad prevashodno fokusirao na geometriju i topologiju mnogostrukosti. Njegova doktorska teza na Berkliju iz 1962. godine, napisana pod nadzorom Bertrama Kostanta, dala je nove dokaze Bergerove klasifikacije holonomskih grupa Rimanovskih mnogostrukosti. Potom je počeo da radi sa Šing-Šen Černom na teoriji karakterističnih klasa, otkrivši na kraju Čern-Sajmonsove sekundarne karakteristične klase 3-mnogostrukosti. Kasnije je matematički fizičar Albert Švarc otkrio ranu topološku teoriju kvantnog polja koja je vid primene Čern–Sajmonsove forme. To je takođe povezano sa Jang-Milsovim funkcionalom na 4-mnogostukostima, i imalo je uticaja na modernu fiziku. Ovi i drugi doprinosi geometriji i topologiji doveli su do toga da je Sajmons postao 1976. dobitnik AMS-ove Osvald Veblenove nagrade za geometriju. Godine 2014, on je izabran u Nacionalnu akademiju nauka SAD.
Godine 1964, Sajmons je sarađivao sa Agencijom za nacionalnu bezbednost na projektima čiji je cilj dekripcija kodova. Između 1964. i 1968. godine, bio je pripadnik istraživačkog osoblja Odeljenja za istraživanje komunikacija Instituta za obrambene analize (engl. Institute for Defense Analyses IDA) i predavao je matematiku na Tehnološkom institutu u Masačusetsu i Harvard univerzitetu. Na kraju je stekao stalnu poziciju na Univerzitetu Stoni Brook. Od 1968. do 1978. godine postavljen je za predsednika odeljenja za matematiku na Univerzitetu Stoni Brook.
IBM je 1973. godine zatražio od Sajmonsa da uzme učešća u razvoju sistema za blok šifrovanje pod nazivom Lucifer, što je rani, ali neposredni prekurzor Standarda šifriranja podataka (engl. Data Encryption Standard - DES).
Sajmons je u januaru 2004. osnovao neprofitnu organizaciju Matematika za Ameriku sa misijom poboljšana matematičkog obrazovanja u javnim školama Sjedinjenih Država, tako što će se regrutovati bolje kvalifikovani nastavnici.

## Radovi
- Simons, J. (avgust 1967). „Minimal Cones, Plateau's Problem, and the Bernstein Conjecture”. Proc Natl Acad Sci U S A. 58 (2): 410—411. PMC 335649 . PMID 16578656. doi:10.1073/pnas.58.2.410.
- with Shiing-Shen Chern: Chern, S.-S.; Simons, J. (april 1971). „Some Cohomology Classes in Principal Fiber Bundles and Their Application to Riemannian Geometry”. Proc Natl Acad Sci U S A. 68 (4): 791—794. PMC 389044 . PMID 16591916. doi:10.1073/pnas.68.4.791.
- with Jean-Pierre Bourguignon and H. Blaine Lawson: Bourguignon, J.-P.; Lawson, H. B.; Simons, J. (april 1979). „Stability and gap phenomena for Yang-Mills fields”. Proc Natl Acad Sci U S A. 76 (4): 1550—1553. PMC 383426 . PMID 16592637. doi:10.1073/pnas.76.4.1550.
- Simons, James (jul 1968). „Minimal Varieties in Riemannian Manifolds”. Annals of Mathematics. 88 (1): 62—105. JSTOR 1970556. doi:10.2307/1970556. hdl:10338.dmlcz/144360 .
- with Shiing-Shen Chern: Chern, Shiing-Shen; Simons, James (januar 1974). „Characteristic forms and geometric invariants”. Annals of Mathematics. 99 (1): 48—69. JSTOR 1971013. doi:10.2307/1971013.

## Literatura
- D. T. Max, "The Numbers King: Algorithms made Jim Simons a Wall Street billionaire.  His new research center helps scientists mine data for the common good", The New Yorker, 18 & 25 December 2017, pp. 72–76, 78–83.
- Baker, Nathaniel (June 24, 2005). "Renaissance Readies Long-Biased Strat". Institutional Investor.
- Zuckerman, Gregory. The Man Who Solved the Market: How Jim Simon's Launched the Quant Revolution. Portfolio, 2019.

## Spoljašnje veze
- Džejms Haris Sajmons на веб-сајту MGP (језик: енглески)